# Belloni Gyula
Belloni Gyula (Sashalom, 1904. február 6. – Budapest, 1977. június 28.) Az 1928. évi olimpiai csapat tagja atlétaként, sífutó, gyeplabdázó, többszörös magyar bajnok. Magyar Sí Szövetség kapitánya, sífutóedző.

## Tanulmányai
1922-ben a budapesti felsőépítőipari iskolában érettségizett. 1945-ig a Népjóléti Minisztérium lakásépítő kirendeltségén tisztviselő, műszaki ellenőr, majd számvevőségi tanácsos. 1946-tól a MOLSPED szállítmányozási vállalat fiókfőnöke, később a Beruházási Banknál, majd az Erőbernél műszaki ellenőr.

## Sport

### Versenyek
1923-tól 1944-ig a Magyar Atlétikai Club (MAC) atlétája, középtávfutó, hosszútávfutó; síelő, gyeplabdázó. Az 1928. évi nyári olimpián 1500 méteres síkfutásban indult. 1926-ban mezei futó magyar bajnok. 1924-től 1932-ig 22-szeres magyar váltó-és csapatbajnok. 1925-ben az első magyarországi tájfutóverseny győztese. Feltételezhetően kb. 9 km-es volt, a táv útvonala: Balázs-vendéglő–Fazekas-hegy–budakeszi Erzsébet-szanatórium–János-hegyi kilátó–Balázs- vendéglő. A versenyzők ifj. Ripszám Henrik térképével indultak, az útvonalat Reich Andor tervezte. Írásaiban a tájfutó és sí terepversenyek népszerűsítéséért harcolt, szerette volna elérni, hogy azokat a magyar honvédségi kiképzés részévé tegyék.
– Síelésben 1933-ban és 1934-ben a 15 km-es sífutás magyar bajnoka (https://filmhiradokonline.hu/watch.php?id=896), 1934-től 1942-ig 8-szoros magyar váltó- és csapatbajnok. 1942-től a Honvéd Tiszti Vívó Klub (HTVK) öttusázóinak, a MAC sífutóinak futóedzője, a Magyar Sí Szövetség kapitánya (1942-1944).
– Gyeplabdában 1930-ban és 1931-ben a magyar bajnokcsapat tagja. Atlétikában 1924-től 1929-ig 6-szoros, gyeplabdában 1929-től 1933-ig 5-szörös, síelésben 1933-ban egyszeres válogatott.

### Betöltött tisztségei
Visszavonulása után a Honvéd Tiszti Vívó Club (HTVC) öttusázóinak és a MAC síelőinek edzője, egyúttal a Magyar Sí Szövetség (MSSZ) kapitánya (1942–1944).
A magyar sporttörténet egyik legsokoldalúbb sportolója. Atlétikában, gyeplabdában és síelésben is magyar bajnokságig jutott, de kiváló jégkorongozó is volt, valamint edzőként vívókkal és öttusázókkal is foglalkozott.

### Olimpiai álom Erdélyben
Budapest Film Produkció dokumentumfilmje, mely a Nemzeti Filmintézet támogatásával készült, és 2022.12.07-én volt a premiere az Urániában. Előzetes itt megtekinthető.
Míg az első világháborúban Magyarország sokkal többet veszített az olimpiai rendezés lehetőségénél, a második világégés során átmenetileg visszakapta a trianoni békeszerződés értelmében elcsatolt területek egy részét. A második bécsi döntés kulcsfontosságú a film témája szempontjából, hiszen ezzel került újra magyar fennhatóság alá Észak-Erdély.
Magyarországon ekkor már létezett olimpiai projekt. A Nemzetközi Olimpiai Bizottság 1938-as ülése után Magyarország képviselője, Muzsa Gyula örömmel számolt be arról, hogy Budapest minden bizonnyal sikerrel pályázhat az 1948.évi nyári olimpia megrendezésére. Ez az esély pedig a kezdeti gyakorlat alapján magával hordozta a téli ötkarikás rendezési lehetőséget is.
A Radnai-havasokat Déván István fedezte fel keresőkorútja legvégén. A lenyűgöző adottságú táj a Sí Szövetség tetszését is és 1941. október 23-án kijelölte a Radnai-havasok lábánál elterülő Borsafüredet az építendő magyar olimpiai síközpont helyszíneként.